# Vilma Peña
Vilma Peña, född 28 mars 1960, är en friidrottare från Costa Rica. Han deltog vid olympiska sommarspelen 1992.